# Pitchcombe
Pitchcombe é uma paróquia e aldeia de Stroud, no condado de Gloucestershire, na Inglaterra. De acordo com o Censo de 2011, tinha 232 habitantes. Tem uma área de 20,33 km².